# Bernard de Neufmarché

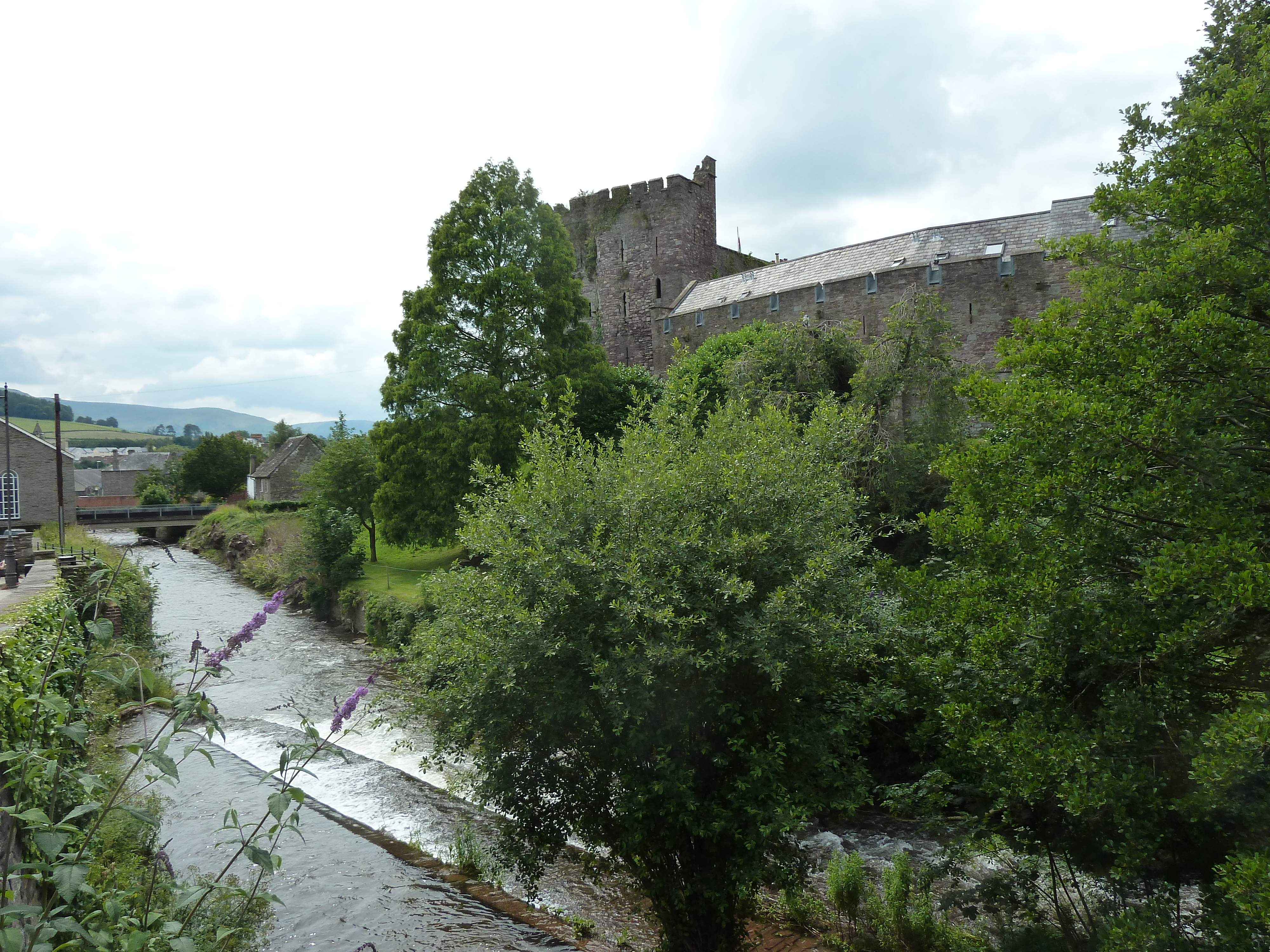
Das von Bernard de Neufmarché gegründete Brecon Castle

Bernard de Neufmarché, auch Novo-mercatii oder of Newmarch († um 1125) war ein normannischer Adliger. Er eroberte gegen Ende des 11. Jahrhunderts das walisische Königreich  Brycheiniog.

## Herkunft
Er war ein Sohn von Geoffrey, einem Sohn von Thureytel, Herrn von Neuf-Marché, einem Dorf im heutigen Département Seine-Maritime in der Region Haute-Normandie und dessen Frau Ada, einer Tochter von Richard of Hughville.

## Teilnahme an der normannischen Eroberung
Bernard nahm vermutlich an der Eroberung von England und an der Schlacht von Hastings teil. Er heiratete eine Tochter von Osbern, der bereits vor der normannischen Eroberung eine Burg in Herefordshire erbaut hatte, und erwarb nach 1086 Grundbesitz in Herefordshire. Beim von Odo von Bayeux geführten Aufstand der normannischen Barone gegen Wilhelm Rufus 1088 griff er zusammen mit zusammen mit anderen Lords aus Herefordshire und Shropshire und mit Unterstützung von Roger de Montgomerie und einer großen Anzahl verbündeter Waliser die Stadt Worcester an. Die Einwohner konnten jedoch mit Unterstützung des Bischofs von Worcester, Wulfstan, den Angriff abwehren. Trotz seiner Beteiligung an dem Angriff wurde Bernard wie die meisten anderen Barone nach der Niederschlagung der Rebellion vom König nicht bestraft.

## Eroberung von Brycheiniog
Anders als sein Vater Wilhelm I., der nach der Huldigung von Rhys ap Tewdwr 1081 Angriffe der normannischen Barone auf die walisischen Fürstentümer unterband, duldete Wilhelm Rufus Angriffe der normannischen Barone auf walisisches Gebiet. Bernard de Neufmarché eroberte um 1088 die walisische Herrschaft Glasbury im Wye Valley. In den folgenden Jahren konnte er weitere Gebiete des kleinen Königreichs Brycheiniog erobern und unterstützte dazu mehrere Angriffe anderer walisischer Fürsten auf das Königreich Deheubarth. Angesichts der Bedrohung durch Bernards wachsende normannische Herrschaft an der Ostgrenze von Deheubarth verbündete sich Rhys ap Tewdwr, der König von Deheubarth mit Bleddyn ap Maenarch, dem König von Brycheiniog. In der Osterwoche 1093 kam es zwischen den Walisern und den Anglonormannen zu einer Schlacht bei Brecon, in der Bernard die Waliser entscheiden schlagen konnte. Sowohl Rhys ap Tewdwr als auch Bleddyn ap Maenarch fielen und in der Folge konnte Bernard ganz Brycheiniog erobern. Als Mittelpunkt seiner neuen Herrschaft Brecknockshire errichtete er Brecon Castle, weitere von ihm und seinen Gefolgsmännern errichtete Burgen zur Sicherung der normannischen Herrschaft waren Tretower, Crickhowell, Llandovery und Hay. Als der 1094 in Nordwales unter Führung von Gruffydd ap Cynan und Cadwgan ap Bleddyn begonnene Aufstand gegen die normannische Eroberung 1095 Brecknockshire erreichte, konnten die Waliser die normannischen Burgen nicht erobern und Bernard konnte die Kontrolle über das Land zurückgewinnen.  
In den Folgejahren sicherte er seine Herrschaft, indem er zwei Söhnen und dem Bruder des getöteten Bleddyn ap Maenarch kleine Unterherrschaften gab. In den fruchtbaren Tälern siedelte er normannische und englische Siedler an, während die einheimische walisische Bevölkerung das Weideland für ihre Rinderherden an den Berghängen behalten konnte. In Brecon gründete er um 1100 das Benediktinerpriorat St John, die heutige Kathedrale. Er beschenkte seine Stiftung reich mit Grundbesitz, doch ist umstritten, ob er in der Abtei St Peter in Gloucester oder in seiner Gründung in Brecon begraben wurde.

## Familie und Nachkommen
Aus seiner ersten Ehe hinterließ er keine Nachkommen. In zweiter Ehe heiratete er Nest, eine Tochter von Osbern FitzRichard und von Nesta, einer Tochter von Gruffydd ap Llywelyn. Er hatte mit ihr mindestens zwei Kinder, einen Sohn Mahel sowie eine Tochter Sibyl. Nesta behauptete später jedoch, dass Bernard nicht der Vater von Mahel sei, weshalb König Heinrich I. Berndards Tochter Sibyl als Erbin bestimmte. Sibyl heiratete um 1121 den Constable von Gloucester, Miles FitzWalter.